# أنطون برغر
أنطون برغر (بالألمانية: Anton Burger)‏ هو مصمم ورسام ألماني، ولد في 14 نوفمبر 1824 في فرانكفورت في ألمانيا، وتوفي في 6 يوليو 1905 في كرونبرج إم تانوس في ألمانيا.